# 塞尼耶 (阿爾及利亞)
塞尼耶（阿拉伯语：‎），是阿爾及利亞的城鎮，位於該國北部，由布米爾達斯省負責管轄，是塞尼耶區的首府，處於阿爾及爾以東約40公里，海拔高度301米，2008年人口21,439。

## 名人
- 西迪·布塞哈基 （1394年–1453年）- 穆斯林神学家